# Nicolae Dică
Nicolae Marius Dică (born 9 tháng 5 năm 1980 in Pitești) là một cầu thủ bóng đá người România. Anh đoạt chức vô địch Romania: 2005, 2006, 2010. Anh giải nghệ năm 2014 ở tuổi 34.